# Sōta Mino
Sōta Mino (三野 草太?, Mino Sōta; Prefettura di Shiga, 20 ottobre 1994) è un calciatore giapponese, centrocampista dell'UTA Arad.

## Carriera
Ha iniziato a giocare in patria a livello scolastico. Dal 2013 al 2015 ha militato nel Lagend Shiga, squadra della Kansai Soccer League, uno dei campionati regionali giapponesi. Nel 2016 si è trasferito a Malta, firmando con il Fgura United, formazione della seconda divisione locale. Nel gennaio del 2017 è stato ceduto al Għargħur, nella stessa categoria, dove è rimasto anche dopo la retrocessione al termine della stagione. Nel 2018 si è svincolato ed è stato ingaggiato dal Metaloglobus, con cui ha trascorso tre stagioni nella seconda divisione rumena. Il 1º luglio 2021 è stato acquistato dall'Hermannstadt, sempre in seconda divisione, contribuendo al ritorno della squadra in massima serie dopo un solo anno di assenza. Ha esordito in Liga I il 15 luglio 2022, disputando l'incontro vinto 3-0 contro il Mioveni.

## Statistiche

### Presenze e reti nei club
Statistiche aggiornate al 18 febbraio 2023.
| Stagione            | Squadra             | Campionato          | Campionato | Campionato | Coppe nazionali | Coppe nazionali | Coppe nazionali | Coppe continentali | Coppe continentali | Coppe continentali | Altre coppe | Altre coppe | Altre coppe | Totale | Totale |
| Stagione            | Squadra             | Comp                | Pres       | Reti       | Comp            | Pres            | Reti            | Comp               | Pres               | Reti               | Comp        | Pres        | Reti        | Pres   | Reti   |
| ------------------- | ------------------- | ------------------- | ---------- | ---------- | --------------- | --------------- | --------------- | ------------------ | ------------------ | ------------------ | ----------- | ----------- | ----------- | ------ | ------ |
| 2016-gen. 2017      | Fgura United        | 1D                  | 4          | 0          | CM              | 1               | 0               |                    | -                  | -                  |             | -           | -           | 5      | 0      |
| gen.-giu. 2017      | Għargħur            | 1D                  | 14         | 0          | CM              | -               | -               |                    | -                  | -                  |             | -           | -           | 14     | 0      |
| set. 2018-2019      | Metaloglobus        | L2                  | 23         | 0          | CR              | -               | -               |                    | -                  | -                  |             | -           | -           | 23     | 0      |
| 2019-2020           | Metaloglobus        | L2                  | 21         | 0          | CR              | 0               | 0               |                    | -                  | -                  |             | -           | -           | 21     | 0      |
| 2020-2021           | Metaloglobus        | L2                  | 24         | 0          | CR              | 1               | 0               |                    | -                  | -                  |             | -           | -           | 25     | 0      |
| Totale Metaloglobus | Totale Metaloglobus | Totale Metaloglobus | 68         | 0          |                 | 1               | 0               |                    | -                  | -                  |             | -           | -           | 69     | 0      |
| 2021-2022           | Hermannstadt        | L2                  | 29         | 0          | CR              | 2               | 0               |                    | -                  | -                  |             | -           | -           | 31     | 0      |
| 2022-2023           | Hermannstadt        | L1                  | 25         | 0          | CR              | 4               | 0               |                    | -                  | -                  |             | -           | -           | 29     | 0      |
| Totale Hermannstadt | Totale Hermannstadt | Totale Hermannstadt | 54         | 0          |                 | 6               | 0               |                    | -                  | -                  |             | -           | -           | 60     | 0      |
| Totale carriera     | Totale carriera     | Totale carriera     | 140        | 0          |                 | 8               | 0               |                    | -                  | -                  |             | -           | -           | 148    | 0      |